# Thomas Schröder (Politiker)
Thomas Schröder (* 21. Juli 1954 in Boppard) ist ein deutscher Politiker (Bündnis 90/Die Grünen) und Jurist.
Schröder besuchte die Schule in Hamburg, Heidelberg und Hannover und studierte bis 1982 an den Universitäten in Berlin und Hannover Rechtswissenschaften. 1983 trat er den Grünen bei, für die er im gleichen Jahr als Justitiar bei der niedersächsischen Landtagsfraktion zu arbeiten begann. Von 1983 bis 1990 war er Referent für Rechts- und Innenpolitik. Ebenfalls 1983 eröffnete er eine Rechtsanwaltskanzlei in Hameln, wo er 1988 zum Notar bestellt wurde. Von 1988 bis 1995 war Schröder im Rat der Stadt Bad Münder am Deister. Bei der Landtagswahl 1994 wurde er über einen Listenplatz in den Landtag gewählt, dessen Mitglied er für zwei Wahlperioden bis 2003 war. Von 2015 bis 2016 war er als Nachrücker Ratsherr in Hameln.